# Алексеев, Сергей Олегович
Серге́й Оле́гович Алексеев (род. 9 февраля 1977) — кандидат юридических наук, заслуженный юрист Украины, народный депутат Украины VIII, IX созывов. По версии Всеукраинского ежегодного конкурса Союза юристов Украины «Юрист года» Сергей Алексеев был награждён званием «Юрисконсульт года — 2012».
25 декабря 2018 года включён в санкционный список России.

## Образование
В 1994 году поступил и в 1999 году окончил юридический факультет Академии труда и социальных отношений Федерации профсоюзов Украины.

## Карьера
Сразу после окончания Академии работал адвокатом по уголовным делам. Впоследствии, продолжил свою карьеру в «ООО Вербис-ЛТД», где работал с 1992 г. по 2000 г..
В 2000 г. продолжил карьеру в АБ «Энергобанк», где прошел путь от юрисконсульта до начальника юридического управления банка. Несколькими годами позже Сергей Алексеев перешел в «Киевэнерго», где возглавил юридический департамент. Специализация Сергея Олеговича — банковское и финансовое право, банкротство и реструктуризация задолженности, корпоративное право, слияния и поглощения. Алексеев является членом Ассоциации юристов Украины и Международной Ассоциации адвокатов, занимается адвокатской практикой.
В 2003 году Сергей Алексеев совместно с юристом Сергеем Боярчуковым создали адвокатское объединение «Правовой центр XXI век», специализировавшееся на судебном разрешении споров. Через два года партнеры создали юридическую компанию «Алексеев, Боярчуков и партнеры» со специализацией на вопросах банкротства и реструктуризации задолженности, корпоративного управления, судебного и арбитражного разрешения споров. В 2008—2009 годах, ставших для Украины годами системных экономических потрясений и структурных преобразований, юридическая компания «Алексеев, Боярчуков и партнеры» успешно действовала на рынке юридических услуг в области реструктуризации задолженности и банкротства, а также судебного решения споров, её клиентами были крупные украинские банки и компании. С 2012 года «Алексеев, Боярчуков и партнеры» стала членом Европейской бизнес-ассоциации, а также членом Американской торговой палаты на Украине.
По версии Всеукраинского ежегодного конкурса Союза юристов Украины «Юрист года», Сергей Алексеев отмечен званием «Юрисконсульт года — 2012».
С декабря 2014 — заместитель председателя Комитета по вопросам правовой политики и правосудия.

## Политическая деятельность
В 2014 году Сергей Алексеев принял участие в выборах в Верховную Раду 8-го созыва в составе партийного списка блока Петра Порошенко (депутатская группа «Удар») под номером 55 и был избран депутатом. В Раде Сергей Алексеев работает заместителем председателя Комитета по вопросам правовой политики и правосудия. Сергей Алексеев один из самых дисциплинированных депутатов, по данным электронной регистрации он посетил более 95 % пленарных заседаний.
В 2014 году избран председателем Кировоградской областной организации партии «УДАР».
Руководитель депутатской группы Верховной Рады Украины по межпарламентским связям с Итальянской Республикой.
В 2019 году был избран народным депутатом Украины IX созыва. Председатель подкомитета по вопросам деятельности органов правопорядка Комитета Верховной Рады Украины по вопросам правоохранительной деятельности.
С 2019 года заместитель члена Постоянной делегации в Парламентской ассамблее Организации по безопасности и сотрудничеству в Европе

## Общественная деятельность
Является президентом общественной организации «Официальный Фан-клуб братьев Кличко» с момента основания клуба в 2011 году. Также Алексеев выступил соучредителем общественной организации «Центр защиты прав иностранных инвесторов и противодействия финансовому мошенничеству».
В 2015 году стал инициатором первой всеукраинской церемонии награждения чемпионов до 18 лет — Junior Sports Awards. Номинантами премии стали украинские победители и призёры главного старта сезона — летних юношеских Олимпийских игр, прошедших в августе 2014 году в Нанкине, а также чемпионы мировых и европейских юниорских чемпионатов.

## Личная жизнь
Женат, воспитывает дочь.

## Государственные награды
- Заслуженный юрист Украины (8 октября 2016) — за значительный личный вклад в развитие правового государства, обеспечение защиты конституционных прав и свобод граждан, многолетний добросовестный труд и высокий профессионализм.
- 2018 получил награду Кавалера Ордена Звезды Италии от Президента Итальянской Республики Серджо Маттарелла за стабильную поддержку культурного обмена между Украиной и Италией